# سایما ۱۵۳۳
سیارک ۱۵۳۳ (به انگلیسی: 1533 Saimaa، نامگذاری:1939BD) هزار و پانصد و سی و سومین سیارک کشف شده‌است که در ۱۹ ژانویه ۱۹۳۹ کشف شد.
قدر مطلق سیارک برابر ۱۰٫۸۲ است.